# Didier Semmola
Didier Semmola, né en 1964, est le premier champion de France de tumbling.

## Palmarès

### Mondial
- Champion du monde par équipe 1988 ;
- Vice-champion du monde 1986 ;
- Vice-champion du monde par équipe 1986.

### Européen
- Champion d’Europe par équipe  1985 ;
- Vice-champion d’Europe 1985.

### National
- Champion de France Fédération française de trampoline et de sports acrobatiques 1982/1984/1985/1988[2].